# پاپی جیلوبوجی
ال حاجی پاپی میسون جیلوبوجی (فرانسوی: El Hadji Papy Mison Djilobodji‎؛ زادهٔ ۱ دسامبر ۱۹۸۸) بازیکن فوتبال اهل سنگال است که در پست مدافع بازی می‌کند.
وی سابقه بازی در باشگاه فوتبال گنگام را در کارنامه دارد.
وی همچنین ۱۳ بازی در تیم ملی فوتبال سنگال انجام داده‌است.